# Autrecourt-et-Pourron
Autrecourt-et-Pourron is een gemeente in het Franse departement Ardennes in de regio Grand Est en telt 350 inwoners (1999).
Op 22 maart 2015 werd het kanton Mouzon, waar de gemeente onder viel, opgeheven en opgenomen in het kanton Carignan. De gemeente en het kanton maken deel uit van het arrondissement Sedan.

## Geografie
De oppervlakte van Autrecourt-et-Pourron bedraagt 12,0 km², de bevolkingsdichtheid is 29,2 inwoners per km².
De onderstaande kaart toont de ligging van Autrecourt-et-Pourron met de belangrijkste infrastructuur en aangrenzende gemeenten.

## Demografie
Onderstaande figuur toont het verloop van het inwonertal (bron: INSEE-tellingen).

Vanwege een beveiligingsprobleem met de MediaWiki Graph-software is het momenteel niet mogelijk deze grafiek weer te geven. Zodra de software is bijgewerkt zal de grafiek vanzelf weer zichtbaar worden.